# St. Vitus (Dorfprozelten)

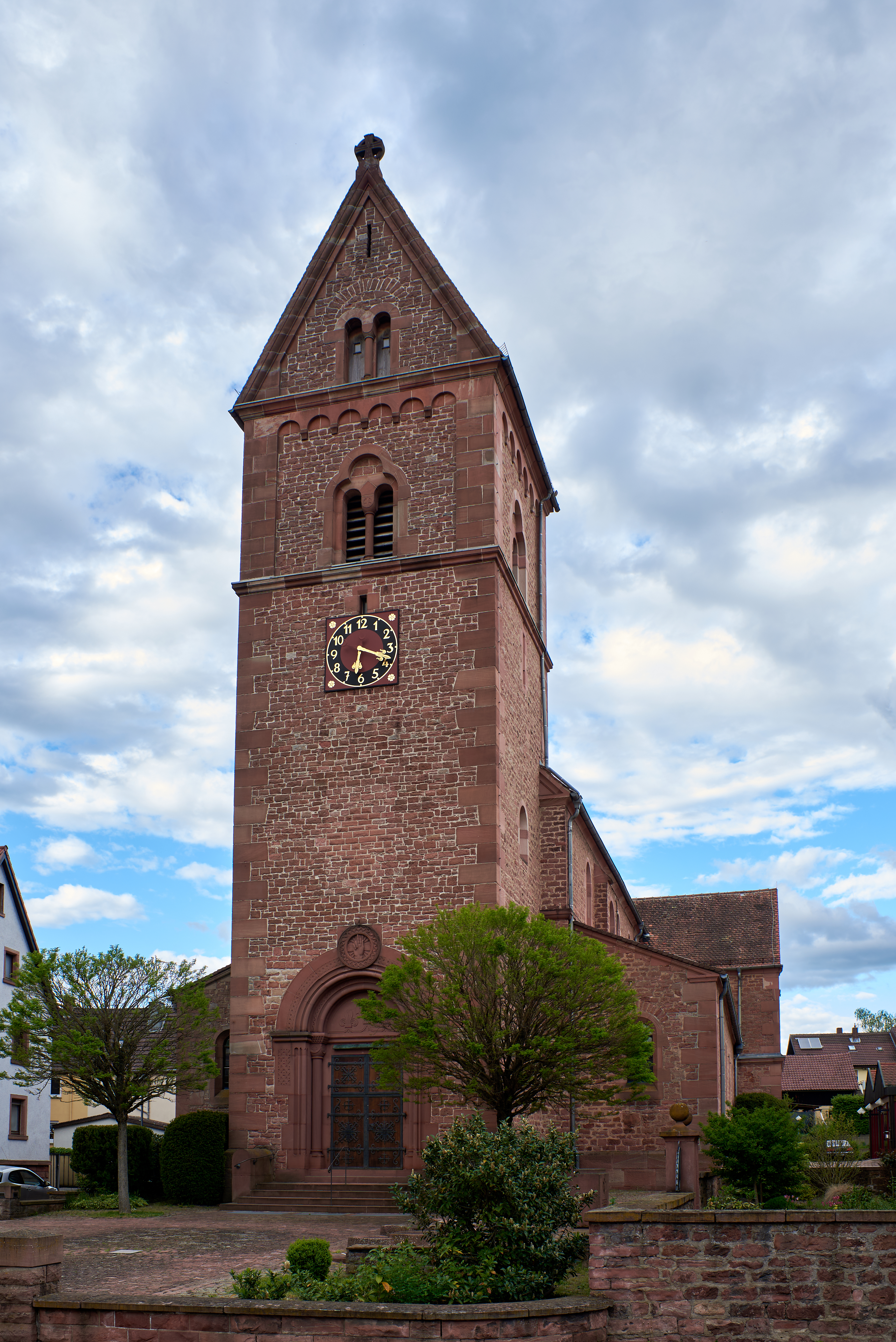
St. Vitus (Dorfprozelten)

Die römisch-katholische Pfarrkirche St. Vitus ist ein denkmalgeschütztes Kirchengebäude, das in Dorfprozelten steht, einer Gemeinde im Landkreis Miltenberg (Unterfranken, Bayern). Das Bauwerk ist unter der Denkmalnummer D-6-76-118-1 als Baudenkmal in der Bayerischen Denkmalliste eingetragen. Die Pfarrei gehört zur Pfarreiengemeinschaft St. Nikolaus Süd-Spessart (Dorfprozelten) im Dekanat Miltenberg des Bistums Würzburg. Kirchenpatron ist der Hl. Vitus.

## Beschreibung
Die neuromanische Kreuzbasilika aus unverputzten Bruchsteinen und Ecksteinen wurde von 1899 bis 1901 nach einem Entwurf von Josef Schmitz erbaut. Der mit einem giebelständigen Satteldach bedeckte Kirchturm auf quadratischem Grundriss im Westen, in dem sich das Portal befindet, beherbergt im obersten Geschoss hinter den als Biforien gestalteten Klangarkaden den Glockenstuhl, in dem fünf Kirchenglocken hängen. Das darunterliegende, durch ein Stockwerkgesims getrennte Geschoss beherbergt die Turmuhr. Ein Treppenturm steht in der nordwestlichen Ecke von Kirchturm und Langhaus. Die Kirchenausstattung hat Heinz Schiestl mit seinen Brüdern gestaltet.
Aus den Vorgängerkirchen wurden das spätgotische Sakramentshaus, die um 1480 geschaffene Marienstatue und die um 1490 entstandene Statue des heiligen Sebastian übernommen. Die Orgel mit 22 Registern, zwei Manualen und Pedal wurde 1908 von G. F. Steinmeyer & Co. gebaut. Der Orgelprospekt mit Dekorelementen des Jugendstils trägt die Inschrift: LAUDTE DOMINUS CHORDIS ET ORGANO, ein freies Zitat aus dem 150. Psalm.(Ps 150,3–5 )